# Шефлера
Ше́флера (Schéfflera) е род растения от семейство Бръшлянови. Наречен е на немския ботаник от 18 век Якоб Шефлер (на немски: Jacob Christian Scheffler).

## Размножаване
Шефлерата се размножава като връхчетата на невтвърдени леторасти се вкореняват при температура на почвата 22-25 °C в смес от тор и пясък.